# Phrurolithus connectus
Phrurolithus connectus är en spindelart som beskrevs av Willis J. Gertsch 1941. Phrurolithus connectus ingår i släktet Phrurolithus och familjen flinkspindlar. Inga underarter finns listade i Catalogue of Life.